# Myrmeleon (Myrmeleon) caninus
Myrmeleon (Myrmeleon) caninus is een insect uit de familie van de mierenleeuwen (Myrmeleontidae), die tot de orde netvleugeligen (Neuroptera) behoort. 
Myrmeleon (Myrmeleon) caninus is voor het eerst wetenschappelijk beschreven door Fabricius in 1793.